# Église de la Transfiguration de Pereslavl-Zalesski
Pour les articles homonymes, voir Église de la Transfiguration.
L'église de la Transfiguration (en russe : Спа́со-Преображе́нский собо́р, Spasso-Preobrajenski sobor) est une ancienne église orthodoxe située dans l'ancien kremlin de Pereslavl, au centre de la ville de Pereslavl-Zalesski en Russie, construite en 1157. La Transfiguration est un épisode de la vie de Jésus-Christ dont le récit se trouve dans les Évangiles. Cette église est un des édifices de l'époque pré-mongole de la Rus'. 

## Histoire

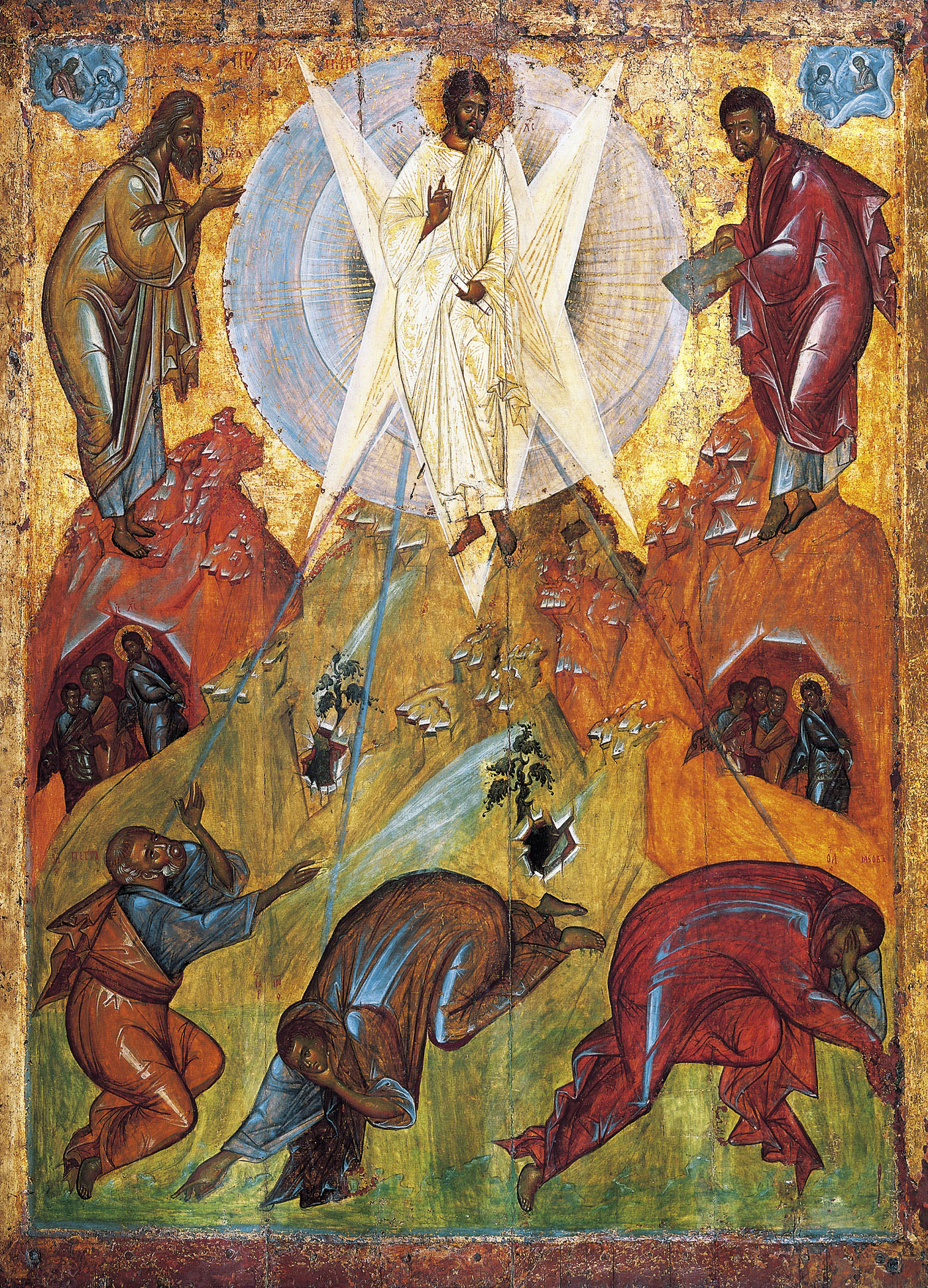
La Transfiguration du Seigneur par Théophane le Grec (?)

Cette église quadrangulaire, à trois absides, couronnée d'une coupole en forme de bulbe est l'église de pierre blanche la plus ancienne de Russie du Nord, puisqu'elle a été construite de 1151 à 1157 par le prince Ivan Dolgorouki. L'épaisseur des murs est de 1 m à 1,30 m. L'église atteignait autrefois 22 m de hauteur. C'était la nécropole des princes de Pereslavl. L'église Saints-Boris-et-Gleb a été construite vers la même époque à Kidekcha près de Souzdal.
Les murs sont dépourvus d'éléments décoratifs à l'exception  de pilastres plats qui découpent la surface en trois parties, d'une petite frise d'arcature. La coupole est imposante, en forme de casque.  
Le tambour sous la coupole est décoré d'une simple bordure blanche et les absides d'arcatures aveugles. Les façades sont couvertes à leur sommet  par trois zakomars.
L'intérieur de l'église était décoré de fresques du XIIe siècle découvertes en 1862. Elles ont été enlevées et déposées par fragments dans une remise. La plupart d'entre elles ont été transposées au musée d'Histoire de Moscou dans les années 1895, après une décision de la commission archéologique estimant que leur conservation en l'état sur place était impossible. Aujourd'hui, les murs intérieurs sont blancs. La célèbre icône de la Transfiguration du Seigneur de Théophane le Grec (XVe siècle), aujourd'hui à la Galerie Tretiakov, s'y trouvait.
Certains historiens s'accordent à penser qu'Alexandre Nevski y a été baptisé en 1220. Cette église est aujourd'hui un musée, nommé en l'honneur d'Alexandre Nevski depuis 1945.

## Fouilles et découvertes en 2020
Les archéologues de l'institut de l'académie des sciences de Russie ont découvert en septembre 2020 un graffiti rare sur les murs de la cathédrale de la Transfiguration de Pereslavl-Zalesski. Il s'agit d'une figure d'homme courant soulevant de sa main gauche une créature à tête d'oiseau, à corps de serpent et à queue de poisson. À gauche de la figure sont écrits les mots но не всем ладно. Игнат писал (en français : mais ce n'est pas pareil pour tout le monde. Ignace a écrit). Une séquence mystérieuse composée de cinq lettres précède la phrase. C'est un rare exemple en Russie d'Europe de représentation de créatures fantastiques vivant dans des pays lointains. L'académicien Vladimir Sedov observe que le dessin peut aussi représenter une allégorie de la lutte du bien contre le mal.
Les fouilles de 2020 avaient déjà permis de découvrir que la cathédrale était construite sur des fondations en bandes croisées caractéristiques des monuments pré-mongols de la première moitié du XIIe siècle. Pratiquement, elles permettent de planifier des travaux de rénovation vu la solidité de la construction révélée par cette technique de construction. Un sarcophage en pierre blanche de la seconde moitié du XIIIe siècle a été mis au jour ainsi que des sépultures à l'extérieur de la cathédrale. À l'intérieur, les archéologues ont trouvé des fragments de peinture murale, des carreaux de sol en argile, des zones de vernis de couleur jaune et verte ,.